# Wybory parlamentarne w Bułgarii w 1997 roku
Wybory parlamentarne w Bułgarii w 1997 roku zostały przeprowadzone 19 kwietnia 1997. W ich wyniku wybrano 240 posłów do Zgromadzenia Narodowego 38. kadencji. Frekwencja wyniosła 58,9%.
W wyborach zdecydowane zwycięstwo odniosła centroprawicowa koalicja Zjednoczone Siły Demokratyczne skupiona wokół Związku Sił Demokratycznych i prezydenta Petyra Stojanowa, która pokonała postkomunistyczną Demokratyczną Lewicę zdominowaną przez Bułgarską Partię Socjalistyczną.

## Wyniki wyborów
| Lista wyborcza                                    | Głosy     | %    | Mandaty | Zmiana |
| ------------------------------------------------- | --------- | ---- | ------- | ------ |
| Zjednoczone Siły Demokratyczne                    | 2 223 714 | 52,3 | 137     | +68    |
| Demokratyczna Lewica                              | 939 308   | 22,1 | 58      | −67    |
| Związek na rzecz Narodowego Zbawienia (w tym DPS) | 323 429   | 7,6  | 19      | +4     |
| Bułgarska Eurolewica                              | 234 058   | 5,5  | 14      | +14    |
| Bułgarski Blok Biznesu                            | 209 796   | 4,9  | 12      | −1     |
| Komunistyczna Partia Bułgarii                     | 50 864    | 1,2  | 0       | –      |
| Sojusz na rzecz Króla                             | 46 765    | 1,1  | 0       | –      |
| Razem                                             | 4 255 301 | 100  | 240     | –      |

Progu 1% głosów nie przekroczyła żadna z pozostałych około 30 list wyborczych ani żaden z kandydatów niezależnych.